# Нью-Мадрид (округ)
Округ Нью-Мадрид (англ. New Madrid County) — округ штата Миссури, США. Население округа на 2009 год составляло 17 480 человек. Административный центр округа — город Нью-Мадрид.

## История
Округ Нью-Мадрид основан в 1812 году.

## География
Округ занимает площадь 1756 км2.

## Демография
Согласно оценке Бюро переписи населения США, в округе Нью-Мадрид в 2009 году проживало 17 480 человек. Плотность населения составляла 10 человек на квадратный километр.